# مايلان
مايلان (بالإنجليزية: Mylan)‏ كانت شركة دوائية رائدة في إنتاج الأدوية المكافئة الجنيسة، وكان مقرها الرئيسي في هولندا ومكاتب تنفيذية في هاتفيلد البريطانية وكانونسبرغ في ولاية بنسلفانيا الأمريكية.
تأسست الشركة في سنة 1961؛ ووسعت مجال عملها، قبل أن تندمج في نوفمبر 2020 مع شركة أبجون لتشكل شركة فياتريس .